# Schloß Bübingen
Schloß Bübingen (früher auch: Schloß Bübinger) bezeichnet die Großlage im Weinbaubereich Moseltor im deutschen Weinbaugebiet Mosel.
Sie liegt auf dem Gebiet der saarländischen Gemeinde Perl (Mosel) mit ihren Gemeindeteilen Nennig, Perl und Sehndorf und ist benannt nach der Schlossruine Bübingen im Nenniger Ortsteil Bübingen.
Als Zusammenfassung von Einzellagen ist die Bezeichnung in der Weinbergrolle, die bei der Kreisverwaltung Merzig-Wadern geführt wird, eingetragen.
Die Einzellagen sind:
- Nenniger Römerberg
- Nenniger Schloßberg
- Perler Hasenberg
- Perler St. Quirinusberg
- Sehndorfer Klosterberg
- Sehndorfer Marienberg

Die gesamte Anbaufläche beträgt etwa 130 Hektar und ist vorwiegend bestockt mit den Rebsorten Elbling, Müller-Thurgau, Auxerrois und Ruländer.
Daneben wachsen noch Kerner, Weißer Burgunder, Riesling, Morio-Muskat, Bacchus und Gewürztraminer sowie Blauer Spätburgunder.